# Décès en décembre 2023
Décès
- 2019
- 2020
- 2021
- 2022
- 2023
- 2024
- 2025
- 2026
- 2027

Pour une information complémentaire, voir la page d'aide.

| Date              | Nom                              | Activités | Âge   | Source |
| ----------------- | -------------------------------- | --- | ----- | ------ |
| 31 décembre       | Sergueï Belochnikov              | Écrivain, scénariste et réalisateur soviétique puis russe.                                                        | 71    | (ru)   |
| 31 décembre       | Claude Bloch                     | Survivant français des camps de concentration nazis.                                                              | 95    |        |
| 31 décembre       | Shecky Greene                    | Humoriste américain.                                                                                              | 97    | (en)   |
| 31 décembre       | Melissa Hoskins                  | Coureuse cycliste australienne.                                                                                   | 32    |        |
| 31 décembre       | Eddie Bernice Johnson            | Femme politique américaine.                                                                                       | 88    | (en)   |
| 31 décembre       | Mathieu Khedimi                  | Joueur puis entraîneur français de rugby à XIII.                                                                  | 59    |        |
| 31 décembre       | Benjamin Kiplagat                | Athlète ougandais.                                                                                                | 34    | (en)   |
| 31 décembre       | Ana Ofelia Murguía               | Actrice mexicaine.                                                                                                | 90    | (es)   |
| 31 décembre       | Maurice Pouzet                   | Mathématicien français.                                                                                           | 78    |        |
| 31 décembre       | Joël Sternheimer                 | Chercheur français.                                                                                               | 80    |        |
| 31 décembre       | Theodor Wengler                  | Avocat et historien allemand.                                                                                     | 90    | (de)   |
| 31 décembre       | Cale Yarborough                  | Pilote automobile américain.                                                                                      | 84    | (en)   |
| 30 décembre       | Paul Buysse                      | Administrateur de société belge.                                                                                  | 78    |        |
| 30 décembre       | Jean-Gabriel Castel              | Théoricien du droit canadien.                                                                                     | 95    |        |
| 30 décembre       | Raymond Halçaren                 | Joueur de rugby à XV français.                                                                                    | 79    |        |
| 30 décembre       | Luboš Kohoutek                   | Astronome tchèque.                                                                                                | 88    | (cs)   |
| 30 décembre       | Cindy Morgan                     | Actrice et productrice américaine.                                                                                | 72    | (en)   |
| 30 décembre       | John Pilger                      | Journaliste, scénariste et réalisateur australien.                                                                | 84    | (en)   |
| 30 décembre       | Pierre Pranchère                 | Homme politique et résistant français.                                                                            | 96    |        |
| 30 décembre       | Tom Wilkinson                    | Acteur britannique.                                                                                               | 75    |        |
| 29 décembre       | Hermann Baumann                  | corniste allemand.                                                                                                | 89    | (en)   |
| 29 décembre       | Gustavo Cisneros                 | Leader vénézuélien du monde des médias.                                                                           | 78    | (es)   |
| 29 décembre       | Gil de Ferran                    | Pilote automobile brésilo-français.                                                                               | 56    |        |
| 29 décembre       | Michael Hardie Boys              | Juge et homme d'État néo-zélandais.                                                                               | 92    | (en)   |
| 29 décembre       | Les McCann                       | Pianiste et chanteur américain de jazz.                                                                           | 88    | (en)   |
| 29 décembre       | Khaled Nezzar                    | Major général et homme politique algérien.                                                                        | 86    |        |
| 29 décembre       | Ramzi T. Salamé                  | Peintre et écrivain libanais.                                                                                     | 70    |        |
| 29 décembre       | Tulku Thondup                    | Personnalité tibétaine.                                                                                           | 86    | (en)   |
| 29 décembre       | Mosese Tikoitoga                 | Militaire et diplomate fidjien.                                                                                   | 62    | (en)   |
| 28 décembre       | Dave Bailey                      | Batteur de jazz américain.                                                                                        | 97    |        |
| 28 décembre       | François Bracci                  | Footballeur français.                                                                                             | 72    |        |
| 28 décembre       | Francis Dhomont                  | Compositeur français.                                                                                             | 97    |        |
| 28 décembre       | Stan Hendrickx                   | Égyptologue belge.                                                                                                | 69/70 | (en)   |
| 28 décembre       | Dick Marty                       | Juriste et homme politique suisse.                                                                                | 78    | (it)   |
| 28 décembre       | Marthe Angéline Minja            | Directrice générale camerounaise.                                                                                 | ?     |        |
| 28 décembre       | Herman Raucher                   | Scénariste, romancier et écrivain américain.                                                                      | 95    | (en)   |
| 28 décembre       | Pedro Suárez-Vértiz              | Chanteur et auteur-compositeur péruvien.                                                                          | 55    | (es)   |
| 27 décembre       | Iouri Arabov                     | Romancier, poète et scénariste soviétique et russe.                                                               | 69    | (ru)   |
| 27 décembre       | Alfred Blondel                   | Sculpteur belge.                                                                                                  | 97    |        |
| 27 décembre       | Ken Bowman                       | Joueur américain de football américain.                                                                           | 81    | (en)   |
| 27 décembre       | Jackie D'Amico                   | Gangster américain.                                                                                               | 86    | (en)   |
| 27 décembre       | Jacques Delors                   | Homme d'État français.                                                                                            | 98    |        |
| 27 décembre       | Gaston Glock                     | Ingénieur et homme d'affaires autrichien.                                                                         | 94    | (de)   |
| 27 décembre       | Jean-Marie Jouaret               | Joueur international de basket-ball français.                                                                     | 81    |        |
| 27 décembre       | Herb Kohl                        | Homme d'affaires et homme politique américain.                                                                    | 88    | (en)   |
| 27 décembre       | María Laïná                      | Poétesse grecque.                                                                                                 | 76    | (el)   |
| 27 décembre       | Lee Sun-kyun                     | Acteur sud-coréen.                                                                                                | 48    |        |
| 26 décembre       | Marie-Inès Ayonga                | Actrice de cinéma camerounaise.                                                                                   | 35    |        |
| 26 décembre       | Patrick Buisson                  | Conseiller politique, journaliste et essayiste français.                                                          | 74    |        |
| 26 décembre       | Mario Capasso                    | Papyrologue italien.                                                                                              | 72    | (it)   |
| 26 décembre       | Lukas Enembe                     | Homme politique indonésien.                                                                                       | 56    | (id)   |
| 26 décembre       | Réjean Genest                    | Homme politique canadien.                                                                                         | 77    |        |
| 26 décembre       | Paul Keddy                       | Botaniste et écologiste canadien.                                                                                 | 70    | (en)   |
| 26 décembre       | Émile Kuntz                      | Chimiste français.                                                                                                | 81    |        |
| 26 décembre       | Christian Lassère                | Joueur de rugby à XV français.                                                                                    | 88    |        |
| 26 décembre       | Michel Margottin                 | Footballeur français.                                                                                             | 79    |        |
| 26 décembre       | Lesley McNaught                  | Cavalière suisse de saut d'obstacles, médaillée d'argent aux Jeux olympiques d'été de 2000.                       | 59    |        |
| 26 décembre       | Tony Oxley                       | Batteur britannique.                                                                                              | 85    | (en)   |
| 26 décembre       | Noel Peyton                      | Footballeur international irlandais.                                                                              | 88    | (en)   |
| 26 décembre       | James Ray                        | Joueur américain de basket-ball.                                                                                  | 66    | (en)   |
| 26 décembre       | Wolfgang Schäuble                | Homme d'État allemand.                                                                                            | 81    | (de)   |
| 26 décembre       | Gyöngyi Szathmáry                | Sculptrice hongroise.                                                                                             | 83    | (hu)   |
| 26 décembre       | Lionel Vandenberghe              | Homme politique belge.                                                                                            | 80    |        |
| 25 décembre       | Hannelore Bernhardt              | Historienne des mathématiques et des sciences allemande.                                                          | 88    | (de)   |
| 25 décembre       | Frieder Birzele                  | Homme politique allemand.                                                                                         | 83    | (de)   |
| 25 décembre       | Jean-Claude Blanchard            | Footballeur français.                                                                                             | 80    |        |
| 25 décembre       | Juliette Carré                   | Actrice française de théâtre.                                                                                     | 90    |        |
| 25 décembre       | Marie Dabadie                    | Journaliste et productrice française, secrétaire de l'Académie Goncourt (1998-2018).                              | 80    |        |
| 25 décembre       | Françoise Delbart                | Actrice française.                                                                                                | 93    |        |
| 25 décembre       | Élise Fischer                    | Romancière et journaliste française.                                                                              | 75    |        |
| 25 décembre       | Richard Franklin                 | Acteur britannique.                                                                                               | 87    | (en)   |
| 25 décembre       | Bill Granger                     | Cuisinier et restaurateur australien.                                                                             | 54    | (en)   |
| 25 décembre       | Horst Kant                       | Physicien et historien allemand.                                                                                  | 77    | (de)   |
| 25 décembre       | Alain Laurier                    | Joueur puis entraîneur français de football.                                                                      | 79    |        |
| 25 décembre       | Jean-François Monot              | Compositeur et chef d'orchestre suisse.                                                                           | 74    |        |
| 25 décembre       | Razi Moussavi                    | Officier militaire iranien.                                                                                       | 60    | (en)   |
| 25 décembre       | Tom Priestley                    | Monteur et monteur son anglais.                                                                                   | 91    |        |
| 24 décembre       | Joëlle Girard                    | Athlète de sauts en hauteur française.                                                                            | 80    |        |
| 24 décembre       | Robert Grossmann                 | Homme politique français.                                                                                         | 83    |        |
| 24 décembre       | Vasilis Karras                   | Chanteur folk grec.                                                                                               | 70    | (el)   |
| 24 décembre       | Miro Kwasnica                    | Homme politique canadien.                                                                                         | 88    | (en)   |
| 24 décembre       | David Leland                     | Réalisateur, scénariste et acteur britannique.                                                                    | 82    | (en)   |
| 24 décembre       | Melika Mohammadi                 | footballeuse irannienne.                                                                                          | 23    | (fa)   |
| 24 décembre       | Réginald Savage                  | Joueur canadien de hockey sur glace.                                                                              | 53    |        |
| 24 décembre       | Paul Tapponnier                  | Géophysicien français.                                                                                            | 76    |        |
| 24 décembre       | Mike Weston                      | Joueur de rugby à XV anglais.                                                                                     | 85    | (en)   |
| 23 décembre       | Enrico Atzeni                    | Archéologue et professeur italien.                                                                                | 96    | (it)   |
| 23 décembre       | Izabella Cywińska                | Réalisatrice et scénariste polonaise.                                                                             | 88    | (pl)   |
| 23 décembre       | Boubacar Diop                    | Journaliste et écrivain sénégalais.                                                                               | 86    |        |
| 23 décembre       | Hans Helm                        | Artiste lyrique baryton allemand.                                                                                 | 89    |        |
| 23 décembre       | Murad Kajlayev                   | Compositeur et chef d'orchestre soviétique.                                                                       | 92    | (ru)   |
| 23 décembre       | Lynn Loring                      | Actrice américaine.                                                                                               | 79    | (en)   |
| 23 décembre       | Bonda Mani                       | Acteur indien. | 60    | (en)   |
| 23 décembre       | Lisandro Meza                    | Musicien colombien.                                                                                               | 86    | (es)   |
| 23 décembre       | Michael Radulescu                | Organiste et compositeur roumain.                                                                                 | 80    | (de)   |
| 23 décembre       | Richard Romanus                  | Acteur américain.                                                                                                 | 80    | (en)   |
| 23 décembre       | Clémentine Vergnaud              | Journaliste française.                                                                                            | 31    |        |
| 22 décembre       | Frank Cassenti                   | Scénariste et réalisateur français.                                                                               | 78    |        |
| 22 décembre       | Hassan Ag Fagaga                 | Millitaire malien, rebelle touareg.                                                                               | 69    |        |
| 22 décembre       | André Gueslin                    | Historien français.                                                                                               | 73    |        |
| 22 décembre       | John Mairai                      | Poète, acteur et dramaturge français.                                                                             | 78    |        |
| 22 décembre       | Ryan Minor                       | Joueur de basket-ball et joueur puis entraîneur de baseball américain.                                            | 49    | (en)   |
| 22 décembre       | Michel Moret                     | Éditeur, libraire et écrivain suisse.                                                                             | 79    |        |
| 22 décembre       | Muriel Scuderi                   | Joueuse de pétanque française.                                                                                    | 53    |        |
| 22 décembre       | Ruth Seymour                     | Directrice de radio américaine.                                                                                   | 88    | (en)   |
| 22 décembre       | Ingrid Steeger                   | Actrice allemande.                                                                                                | 76    |        |
| 22 décembre       | Thomas Stafford Williams         | Cardinal néo-zélandais.                                                                                           | 93    | (en)   |
| 21 décembre       | Henri Daniel                     | Joueur français de rugby à XIII.                                                                                  | 73    |        |
| 21 décembre       | David Donachie                   | Écrivain écossais.                                                                                                |       |        |
| 21 décembre       | Gabriel Gohau                    | Géologue français.                                                                                                | 89    |        |
| 21 décembre       | Camille Huyghe                   | Coureur cycliste français.                                                                                        | 93    |        |
| 21 décembre       | Roger Pomerleau                  | Homme politique canadien.                                                                                         | 76    |        |
| 21 décembre       | Frederic Raurell                 | Capucin espagnol.                                                                                                 | 93    | (ca)   |
| 21 décembre       | Robert Solow                     | Économiste américain.                                                                                             | 99    | (en)   |
| 21 décembre       | Alexeï Starobinski               | Astrophysicien et cosmologiste russe.                                                                             | 75    | (ru)   |
| 20 décembre       | Andrea Barberi                   | Athlète italien.                                                                                                  | 44    | (it)   |
| 20 décembre       | Carl Barzilauskas                | Joueur américain de football américain.                                                                           | 72    | (en)   |
| 20 décembre       | Mohammad Youssef Beydoun         | Homme politique libanais.                                                                                         | 92    |        |
| 20 décembre       | André Chazel                     | Acteur français.                                                                                                  | 90    |        |
| 20 décembre       | Fola Francis                     | Styliste et activiste LGBTQIA+ nigériane.                                                                         | 29    |        |
| 20 décembre       | Miguel Ángel Gozalo              | Journaliste et patron de presse espagnole.                                                                        | 85    | (es)   |
| 20 décembre       | Harrie Smeets                    | Prélat catholique néerlandais.                                                                                    | 63    | (nl)   |
| 20 décembre       | Torben Ulrich                    | Joueur de tennis danois.                                                                                          | 95    | (es)   |
| 19 décembre       | Monique Arabian                  | Danseuse de ballet française.                                                                                     | 80    |        |
| 19 décembre       | André Gallice                    | Footballeur français.                                                                                             | 73    |        |
| 19 décembre       | Janusz Gortat                    | Boxeur polonais, médaillé de bronze aux Jeux olympiques d'été de 1972 et aux Jeux olympiques d'été de 1976.       | 75    | (pl)   |
| 19 décembre       | Claude Lastennet                 | Tueur en série français.                                                                                          | 52    |        |
| 19 décembre       | Jiang Ping                       | Juriste chinois.                                                                                                  | 92    | (en)   |
| 19 décembre       | Boro Jovanović                   | Joueur de tennis yougoslave.                                                                                      | 84    | (hr)   |
| 19 décembre       | Nikolay Kazakryan                | Footballeur international soviétique d'origine arménienne.                                                        | 76    |        |
| 19 décembre       | Mohamed Messaoudi                | Footballeur international algérien.                                                                               | 79    |        |
| 19 décembre       | Philippe Oyhamburu               | Danseur, musicien et chorégraphe français.                                                                        | 102   |        |
| 18 décembre       | Giovanni Anselmo                 | Sculpteur italien.                                                                                                | 89    |        |
| 18 décembre       | Norman Arthur                    | Général britannique.                                                                                              | 92    | (en)   |
| 18 décembre       | Ronnie Caryl                     | Musicien britannique.                                                                                             | 70    | (en)   |
| 18 décembre       | John Godfrey                     | Homme politique canadien.                                                                                         | 80    |        |
| 18 décembre       | Jaakko Hämeen-Anttila            | chercheur et universitaire finlandais.                                                                            | 60    | (fi)   |
| 18 décembre       | Bo Larsson                       | Joueur international suédois de football.                                                                         | 79    | (sv)   |
| 18 décembre       | David Maxwell                    | Rameur d'aviron britannique.                                                                                      | 72    | (en)   |
| 18 décembre       | Arno Mayer                       | Historien américain d'origine luxembourgeoise.                                                                    | 97    | (en)   |
| 18 décembre       | Jean-Yves Monnat                 | Biologiste et naturaliste français.                                                                               | 81    |        |
| 18 décembre       | Abderrahim Ouakili               | Footballeur international marocain.                                                                               | 53    |        |
| 18 décembre       | Susanna Parigi                   | Chanteuse, auteure et pianiste italienne.                                                                         | 62    | (it)   |
| 18 décembre       | Brian Price                      | Joueur international gallois de rugby à XV.                                                                       | 86    | (en)   |
| 17 décembre       | Norma Barzman                    | Scénariste américain.                                                                                             | 103   | (en)   |
| 17 décembre       | Marie-Andrée Cossette            | Artiste, photographe et professeure d'université canadienne.                                                      | 77    |        |
| 17 décembre       | Linda van Dyck                   | Actrice néerlandaise.                                                                                             | 75    | (nl)   |
| 17 décembre       | Amp Fiddler                      | Musicien américain.                                                                                               | 65    | (en)   |
| 17 décembre       | Janusz Filipiak                  | Scientifique, informaticien, entrepreneur, professeur universitaire et activiste sportif polonais.                | 71    | (pl)   |
| 17 décembre       | Christian Grobet                 | Homme politique suisse.                                                                                           | 82    |        |
| 17 décembre       | Otar Iosseliani                  | Réalisateur français.                                                                                             | 89    | (ka)   |
| 17 décembre       | Philippe Martin                  | Économiste français.                                                                                              | 57    |        |
| 17 décembre       | James McCaffrey                  | Acteur américain.                                                                                                 | 64    | (en)   |
| 17 décembre       | Claude Michel                    | Démographe, autrice-compositrice-interprète et militante féministe française.                                     | 87    |        |
| 17 décembre       | Eric Montross                    | Joueur américain de basket-ball.                                                                                  | 52    | (en)   |
| 17 décembre       | Nikola Padevsky                  | Joueur d'échecs bulgare.                                                                                          | 90    | (bg)   |
| 17 décembre       | Michel Rose                      | Écrivain, essayiste et chanteur français.                                                                         | 75    |        |
| 17 décembre       | John Trevor Stuart               | Mathématicien et chercheur britannique.                                                                           | 71    |        |
| 17 décembre       | Jacobin Yarro                    | Acteur camerounais.                                                                                               | 71    |        |
| 16 décembre       | Nawaf al-Ahmad al-Jaber al-Sabah | Homme d'État koweïtien.                                                                                           | 86    |        |
| 16 décembre       | Francis Eustace Baker            | Homme politique britannique.                                                                                      | 90    | (en)   |
| 16 décembre       | Colin Burgess                    | Musicien australien.                                                                                              | 77    | (en)   |
| 16 décembre       | Radhi Daghfous                   | Historien et universitaire tunisien.                                                                              | 75    |        |
| 16 décembre       | Rolando Garbey                   | Boxeur cubain, médaillé d'argent et de bronze olympique (1968, 1976).                                             | 76    | (es)   |
| 16 décembre       | Richard Hunt                     | Sculpteur américain.                                                                                              | 88    | (en)   |
| 16 décembre       | Sebastiano Lo Monaco             | Acteur, metteur en scène et scénariste italien.                                                                   | 65    | (it)   |
| 16 décembre       | Carlos Lyra                      | Chanteur brésilien.                                                                                               | 87    | (pt)   |
| 16 décembre       | Toni Negri                       | Homme politique italien.                                                                                          | 90    | (it)   |
| 16 décembre       | Oleg Ryakhovskiy                 | Athlète soviétique, spécialiste du triple saut.                                                                   | 90    | (ru)   |
| 16 décembre       | Claude Villers                   | Journaliste français.                                                                                             | 79    |        |
| 15 décembre       | Claude Bourmaud                  | Haut fonctionnaire français.                                                                                      | 76    |        |
| 15 décembre       | Annie Fremaux-Crouzet            | Hispaniste française.                                                                                             | 88    |        |
| 15 décembre       | Guy Marchand                     | Acteur et chanteur français.                                                                                      | 86    |        |
| 15 décembre       | Bernard Perrine                  | Journaliste, enseignant et photographe français.                                                                  | 85    |        |
| 15 décembre       | Hans Selander                    | Footballeur international suédois.                                                                                | 78    |        |
| 14 décembre       | Ghislain de Diesbach             | Essayiste français.                                                                                               | 92    |        |
| 14 décembre       | Ramiz Malik                      | Réalisateur azerbaïdjanais.                                                                                       | 80    | (en)   |
| 14 décembre       | George McGinnis                  | Joueur américain de basket-ball.                                                                                  | 73    | (en)   |
| 14 décembre       | Miklós Szabó                     | Archéologue et protohistorien hongrois.                                                                           | 83    | (hu)   |
| 13 décembre       | Yılmaz Atadeniz                  | Réalisateur, producteur et scénariste turc.                                                                       | 91    | (tr)   |
| 13 décembre       | Clara Benoits                    | Syndicaliste française.                                                                                           | 93    |        |
| 13 décembre       | Louis Cance                      | Auteur français.                                                                                                  | 84    |        |
| 13 décembre       | Gene Carr                        | Joueur canadien de hockey sur glace.                                                                              | 72    | (en)   |
| 13 décembre       | Wolfgang Glück                   | Réalisateur autrichien.                                                                                           | 94    | (de)   |
| 13 décembre       | Mike Grgich                      | Viticulteur américain d'origine croate.                                                                           | 100   | (en)   |
| 13 décembre       | Antonio Juliano                  | Footballeur international italien.                                                                                | 80    | (it)   |
| 13 décembre       | Wojciech Łazarek                 | Footballeur et entraîneur polonais.                                                                               | 86    | (pl)   |
| 13 décembre       | Mohamed Loakira                  | Écrivain marocain.                                                                                                | 78    | (de)   |
| 13 décembre       | Pierre Menjucq                   | Médecin et homme politique français.                                                                              | 86    |        |
| 13 décembre       | Ted Morgan                       | Écrivain franco-américain.                                                                                        | 91    | (en)   |
| 13 décembre       | Verica Nedeljković               | Joueuse d'échecs yougoslave puis serbe.                                                                           | 94    | (bs)   |
| 13 décembre       | Dick Nunis                       | Ancien président directeur général de Walt Disney Attractions.                                                    | 91    | (en)   |
| 13 décembre       | Maâmar Ousser                    | Footballeur algérien.                                                                                             | 88    |        |
| 13 décembre       | J. G. A. Pocock                  | Historien néo-zélandais.                                                                                          | 99    | (en)   |
| 13 décembre       | Jean-Pierre Tennevin             | Écrivain, traducteur et illustrateur français.                                                                    | 101   |        |
| 12 décembre       | Jean-François Bach               | Immunologiste, médecin et chercheur français.                                                                     | 83    |        |
| 12 décembre       | Ievgueni Belooussov              | Lugeur soviétique, médaillé d'argent aux Jeux olympiques d'hiver de 1984.                                         | 61    | (ru)   |
| 12 décembre       | Denise Cacheux                   | Femme politique française.                                                                                        | 91    |        |
| 12 décembre       | Kóstas Nestorídis                | Footballeur international grec.                                                                                   | 93    | (en)   |
| 12 décembre       | Ole Paus                         | Chanteur norvégien.                                                                                               | 76    | (no)   |
| 11 décembre       | Andre Braugher                   | Acteur américain.                                                                                                 | 61    | (en)   |
| 11 décembre       | Alain Chartrand                  | Réalisateur, scénariste et producteur canadien.                                                                   | 77    |        |
| 11 décembre       | Mary Habsch                      | Artiste-peintre belge.                                                                                            | 92    | (nl)   |
| 11 décembre       | Abdelhafid Kadiri                | Homme politique marocain.                                                                                         | 96    |        |
| 11 décembre       | Ferdinand Keller                 | Footballeur international allemand.                                                                               | 77    | (de)   |
| 11 décembre       | Jean-Pierre Monciaux             | Entraîneur français d'athlétisme.                                                                                 | 61    |        |
| 11 décembre       | Paulin Obame Nguema              | Homme politique gabonais.                                                                                         | 88    |        |
| 11 décembre       | Camden Toy                       | Acteur américain.                                                                                                 | 68    | (en)   |
| 11 décembre       | Zahara                           | Chanteuse, compositrice et interprète sud-africaine.                                                              | 36    | (en)   |
| 10 décembre       | Nadine Bari                      | Écrivaine, juriste et actrice guinéenne et française.                                                             | 83    |        |
| 10 décembre       | David Drake                      | Romancier et nouvelliste américain.                                                                               | 78    | (en)   |
| 10 décembre       | Shirley Anne Field               | Actrice britannique.                                                                                              | 87    | (en)   |
| 10 décembre       | Gao Yaojie                       | Gynécologue chinoise.                                                                                             | 95    | (en)   |
| 10 décembre       | Graziella Magherini              | Psychanalyste italienne.                                                                                          | 96    | (it)   |
| 10 décembre       | Syd Millar                       | Joueur irlandais de rugby à XV.                                                                                   | 89    | (en)   |
| 10 décembre       | Pascal Periz                     | Chanteur français.                                                                                                | 62    |        |
| 10 décembre       | Maria Pisareva                   | Athlète russe ex-soviétique spécialiste du saut en hauteur, médaillée d'argent aux Jeux olympiques d'été de 1956. | 90    | (ru)   |
| 10 décembre       | Georges Privat                   | Homme politique français.                                                                                         | 100   |        |
| 10 décembre       | Florence Trystram                | Historienne et auteure française.                                                                                 | 79    |        |
| 10 décembre       | Nive Voisine                     | Historien, prêtre catholique et professeur d'université canadien.                                                 | 95    |        |
| 9 décembre        | Patrick Champagne                | Sociologue français.                                                                                              | 78    |        |
| 9 décembre        | Dærick Gröss Sr.                 | Dessinateur de comics américain.                                                                                  | 76    | (en)   |
| 9 décembre        | Maxim Gustik                     | Skieur acrobatique biélorusse.                                                                                    | 35    | (ru)   |
| 9 décembre        | Walter Leiser                    | Rameur d'aviron suisse, vice-champion olympique aux Jeux olympiques d'été de 1952.                                | 92    | (de)   |
| 9 décembre        | Jean-Marie Lhôte                 | Ingénieur et écrivain français.                                                                                   | 97    |        |
| 9 décembre        | Jean-Yves Saunier                | Prêtre catholique et arbitre français de football.                                                                | 82    |        |
| 9 décembre        | Yolande Theule-Bacquet           | Résistante française.                                                                                             | 98    |        |
| 8 décembre        | Itziar Castro                    | Actrice espagnole.                                                                                                | 46    | (es)   |
| 8 décembre        | Pierre Colman                    | Historien de l’art belge.                                                                                         | 92    |        |
| 8 décembre        | David Gell                       | Animateur de radio canadien.                                                                                      | 94    | (en)   |
| 8 décembre        | Peter-Michael Kolbe              | Rameur allemand, triple médaillé d'argent olympique (1976, 1984, 1988).                                           | 70    | (de)   |
| 8 décembre        | Jean-Pierre Moulin               | Écrivain et journaliste suisse.                                                                                   | 101   |        |
| 8 décembre        | Ryan O'Neal                      | Acteur américain.                                                                                                 | 82    | (en)   |
| 8 décembre        | Tony Tarantino                   | Acteur américain.                                                                                                 | 83    | (en)   |
| 7 décembre        | Pierre Berthelot                 | Mathématicien français.                                                                                           | 79/80 |        |
| 7 décembre        | Aleksandr Dronov                 | Joueur d'échecs par correspondance russe.                                                                         | 77    | (ru)   |
| 7 décembre        | Jacques Duquesne                 | Footballeur international belge.                                                                                  | 83    |        |
| 7 décembre        | Jean-Claude Lecourieux           | Coureur cycliste néo-calédonien.                                                                                  | 67    |        |
| 7 décembre        | Jacqueline Mesmaeker             | Plasticienne belge.                                                                                               | 94    |        |
| 7 décembre        | Emiko Miyamoto                   | Joueuse de volley-ball japonaise.                                                                                 | 86    | (ja)   |
| 7 décembre        | Vera Molnár                      | Artiste numérique, peintre et sculptrice française d'origine hongroise.                                           | 99    |        |
| 7 décembre        | Guy Stern                        | Professeur américain.                                                                                             | 101   | (en)   |
| 7 décembre        | Benjamin Zephaniah               | Acteur, écrivain et poète britannique.                                                                            | 65    | (en)   |
| 6 décembre        | Refaat Alareer                   | Écrivain, poète, professeur et activiste palestinien.                                                             | 44    |        |
| 6 décembre        | Joseph Bernardo                  | Nageur français, médaillé de bronze aux Jeux olympiques d'été de 1948 et aux Jeux olympiques d'été de 1952.       | 94    |        |
| 6 décembre        | Alfredo M. Bonanno               | Anarchiste italien.                                                                                               | 86    | (it)   |
| 6 décembre        | Laurent Bucyibaruta              | Haut fonctionnaire rwandais.                                                                                      | 79    |        |
| 6 décembre        | Dean Crawford                    | Rameur d'aviron canadien.                                                                                         | 65    | (en)   |
| 6 décembre        | Vic Davalillo                    | Joueur vénézuélien des ligues majeures de baseball.                                                               | 87    | (es)   |
| 6 décembre        | Emmanuelle Debever               | Actrice française.                                                                                                | 60    |        |
| 6 décembre        | Klaus Held                       | Philosophe allemand.                                                                                              | 87    | (de)   |
| 6 décembre        | Jack Hogan                       | Acteur américain.                                                                                                 | 94    | (en)   |
| 6 décembre        | Noël Kinsella                    | Homme d'État canadien.                                                                                            | 84    | (en)   |
| 6 décembre        | Illia Kiva                       | Homme politique ukrainien.                                                                                        | 46    | (uk)   |
| 6 décembre        | Barbara Levick                   | Historienne britannique.                                                                                          | 92    | (en)   |
| 6 décembre        | Marisa Pavan                     | Actrice italienne.                                                                                                | 91    | (fr)   |
| 6 décembre        | Michel Sardaby                   | Compositeur et pianiste de jazz français.                                                                         | 88    |        |
| 5 décembre        | Itikal Al-Tai'                   | Artiste plasticienne, présentatrice à la télévision, critique du cinéma et romancière irakienne.                  | 74    | (ar)   |
| 5 décembre        | Mama Diabaté                     | Artiste instrumentaliste guinéenne.                                                                               | 63    |        |
| 5 décembre        | Jean Garnault                    | Dirigeant sportif et homme politique français.                                                                    | 98    |        |
| 5 décembre        | Denny Laine                      | Chanteur, parolier et guitariste rock britannique.                                                                | 79    | (en)   |
| 5 décembre        | Norman Lear                      | Producteur, scénariste, réalisateur et acteur américain.                                                          | 101   | (en)   |
| 5 décembre        | Constantin de Liechtenstein      | Membre de la famille princière du Liechtenstein.                                                                  | 51    |        |
| 5 décembre        | Yvon Pageau                      | Paléontologue, géologue, écrivain et conférencier canadien.                                                       | 97    |        |
| 5 décembre        | John Rumble                      | Cavalier canadien, médaillé de bronze aux Jeux olympiques d'été de 1956.                                          | 90    | (en)   |
| 5 décembre        | Rosemary Smith                   | Pilote automobile de rallye irlandaise.                                                                           | 86    | (en)   |
| 4 décembre        | Juanita Castro                   | Révolutionnaire cubaine et agent de la CIA.                                                                       | 90    | (es)   |
| 4 décembre        | Gerald J. Comeau                 | Sénateur canadien d'origine acadienne.                                                                            | 77    |        |
| 4 décembre        | James Easton                     | Dirigeant sportif américain.                                                                                      | 88    | (en)   |
| 4 décembre        | Marius Frattini                  | Joueur puis entraîneur français de rugby à XIII.                                                                  | 82    |        |
| 4 décembre        | Gaetano Giuliano                 | Homme politique italien.                                                                                          | 94    | (it)   |
| 4 décembre        | Gabriel Godard                   | Peintre français.                                                                                                 | 90    |        |
| 4 décembre        | Nicole Hulin                     | Physicienne et historienne des sciences française.                                                                | 88    |        |
| 4 décembre        | Pierre Le Goff                   | Dessinateur et journaliste français.                                                                              | 91    |        |
| 4 décembre        | Norman F. Ness                   | Géophysicien et astrophysicien américain.                                                                         | 90    | (en)   |
| 4 décembre        | Josef Vacenovský                 | Footballeur international tchécoslovaque.                                                                         | 86    | (cs)   |
| 4 décembre        | Volodia Vaisman                  | Joueur d'échecs moldave, roumain et français.                                                                     | 85    |        |
| 3 décembre        | Germano Bernardini               | Évêque catholique italien.                                                                                        | 95    | (it)   |
| 3 décembre        | Michel-Henri Carpentier          | Ingénieur français.                                                                                               | 92    |        |
| 3 décembre        | Malin Falkenmark                 | Hydrologue suédoise.                                                                                              | 98    | (sv)   |
| 3 décembre        | Léonard Gianadda                 | Journaliste, ingénieur et mécène suisse.                                                                          | 88    |        |
| 3 décembre        | Sigurður Helgason                | Mathématicien islandais.                                                                                          | 96    | (is)   |
| 3 décembre        | Idrissa Malo Traoré              | Footballeur international burkinabé devenu entraîneur et sélectionneur de son pays.                               | 79    |        |
| 3 décembre        | Kim Soo-yong                     | Réalisateur sud-coréen.                                                                                           | 94    | (ko)   |
| 3 décembre        | Glenys Kinnock                   | Femme politique britannique.                                                                                      | 79    | (en)   |
| 3 décembre        | Yacouba Sawadogo                 | Agriculteur burkinabé.                                                                                            | 77    |        |
| 3 décembre        | Tai-Luc                          | Chanteur et guitariste français.                                                                                  | 65    |        |
| 2 décembre        | Maria Lisa Cinciari Rodano       | Femme politique italienne.                                                                                        | 102   | (it)   |
| 2 décembre        | Barbara Doll                     | Actrice pornographique française.                                                                                 | 51    |        |
| 2 décembre        | Wolfgang Hollegha                | Peintre autrichien.                                                                                               | 94    | (de)   |
| 2 décembre        | Roberto Pazzi                    | Poète, écrivain et journaliste italien.                                                                           | 77    | (it)   |
| 2 décembre        | Jean Ristat                      | Poète, écrivain et éditeur français.                                                                              | 80    |        |
| 2 décembre        | Sufyan Tayeh                     | Scientifique palestinien.                                                                                         | 52    | (en)   |
| 2 décembre        | Faustin Twagiramungu             | Homme politique rwandais.                                                                                         | 78    | (rw)   |
| 2 décembre        | Concha Velasco                   | Actrice, chanteuse, danseuse et présentatrice de télévision espagnole.                                            | 84    | (es)   |
| 2 décembre        | Ingrid Wigernæs                  | Fondeuse norvégienne.                                                                                             | 95    | (no)   |
| 1er décembre      | Ezan Akélé                       | Homme politique ivoirien.                                                                                         | 85    |        |
| 1er décembre      | Shlomo Avineri                   | Politologue et historien israélien.                                                                               | 90    | (en)   |
| 1er décembre      | Burny Bos                        | Producteur et écrivain néerlandais.                                                                               | 79    | (nl)   |
| 1er décembre      | Gérard Bramoullé                 | Économiste et homme politique français.                                                                           | 78    |        |
| 1er décembre      | Robert Dickson                   | Joueur canadien de hockey sur glace.                                                                              | 92    | (en)   |
| 1er décembre      | Michel Jaffrennou                | Artiste vidéo, réalisateur et scénariste français.                                                                | 79    |        |
| 1er décembre      | Daniel Langlois                  | Homme d'affaires et mécène canadien.                                                                              | 66    |        |
| 1er décembre      | Michel Le Milinaire              | Joueur puis entraîneur français de football.                                                                      | 92    |        |
| 1er décembre      | Sandra Day O'Connor              | Avocate, femme politique et juge américaine.                                                                      | 93    |        |
| date indéterminée | Bill Brind                       | Producteur, monteur et réalisateur canadien.                                                                      | ?     | (en)   |
| date indéterminée | Giulio De Stefano                | Skipper italien, médaillé de bronze aux Jeux olympiques d'été de 1960.                                            | 94    | (it)   |